# YZ de la Balena
YZ de la Balena (YZ Ceti) és un estel a la Constel·lació de la Balena, el monstre marí, que es localitza a la meitat d'una línia imaginària que uneix Beta de la Balena amb Tau de la Balena. No obstant això, la seva magnitud aparent +12,10 fa que no se la puga observar a ull nu. Actualment s'hi troba a 12,1 anys llum de nosaltres; a partir de les dades del satèl·lit Hipparcos es coneix que la seva mínima separació respecte al sistema solar —7,9 anys llum— va tenir lloc fa 74.400 anys.
YZ de la Balena és un nan vermell de tipus espectral M4.5V amb una temperatura efectiva de ~ 3.105 K. Té una massa estimada de 0,14 masses solars i una lluminositat visual —en condicions normals— de 1/5000 sols. És un estel fulgurant igual que altres nans vermells del nostre entorn, com Proxima Centauri, Wolf 359 o Luyten 726-8. Això significa que sofreix augments impredictibles en la seva lluminositat i emissió de raigs X, molt acusats en relació als paràmetres normals.
Els seus veïns més propers són Tau de la Balena, nan groc a 1,6 anys llum, el sistema estel·lar Luyten 726-8 a 3,6 anys llum, GJ 1002, nan vermell a 5,4 anys llum, i l'Estrella de Van Maanen, nan blanc solitari a 5,61 anys llum.